# Lamis Alhussein Abdel Aziz
Lamis Alhussein Abdel Aziz (in arabo لميس الحسين عبد العزيز‎?; 24 aprile 1998) è una tennista egiziana.

## Carriera
Il 24 dicembre 2018 ha raggiunto la sua migliore posizione nel singolare WTA piazzandosi 545º e ha raggiunto il miglior piazzamento mondiale nel doppio alla posizione n°692.
Lamis Alhussein Abdel Aziz ha rappresentato l'Egitto in Fed Cup, dove ha finora disputato dodici incontri vincendone tre.

## Statistiche ITF

### Singolare

#### Vittorie (8)
| Torneo $100.000 (0) |
| Torneo $80.000 (0)  |
| Torneo $60.000 (0)  |
| Torneo $40.000 (0)  |
| Torneo $25.000 (0)  |
| Torneo $15.000 (8)  |

| N. | Data              | Torneo                                               | Superficie  | Avversaria in finale   | Punteggio             |
| 1. | 12 settembre 2021 | Egypt ITF World Tennis Tour, Il Cairo                | Terra rossa | Julija Stamatova       | 3-6, 6-2, 6-2         |
| 2. | 19 dicembre 2021  | Egypt Women's Future, Giza                           | Cemento     | Tat'jana Barkova       | 6-4, 7-5              |
| 3. | 4 giugno 2023     | Magic Tours, Monastir                                | Cemento     | Martina Spigarelli     | 7-5, 6-3              |
| 4. | 2 luglio 2023     | Magic Tours by FTT, Monastir                         | Cemento     | Lucía Llinares Domingo | 6-4, 6-0              |
| 5. | 27 agosto 2023    | Magic Tours by FTT, Monastir                         | Cemento     | Marie Villet           | 7–6(2), 0–6, 6–3      |
| 6. | 10 settembre 2023 | Magic Tours by FTT, Monastir                         | Cemento     | Lara Pfeifer           | 5-7, 6-4, 6-0         |
| 7. | 29 settembre 2024 | Egypt Sharm ElSheikh Women's Future, Sharm el-Sheikh | Cemento     | Sandra Samir           | 6-3, 6-3              |
| 8. | 29 giugno 2025    | Magic Hotel Tours by FTT, Monastir                   | Cemento     | Arabella Koller        | 6-1, 6(5)-7, 2-0 rit. |

#### Sconfitte (11)
| Torneo $100.000 (0) |
| Torneo $80.000 (0)  |
| Torneo $60.000 (0)  |
| Torneo $40.000 (0)  |
| Torneo $25.000 (0)  |
| Torneo $15.000 (11) |

| N.  | Data              | Torneo                                               | Superficie  | Avversaria in finale  | Punteggio        |
| 1.  | 16 settembre 2018 | Egypt Women's Future, Il Cairo                       | Terra rossa | Charlotte Roemer      | 3-6, 4-6         |
| 2.  | 14 ottobre 2018   | Soho Square Egypt Women's Future, Sharm el-Sheikh    | Cemento     | Jacqueline Cabaj Awad | 5-7, 3-6         |
| 3.  | 1º dicembre 2019  | Cairo Egypt Women's, Il Cairo                        | Terra rossa | Marion Viertler       | 1-6, 4-6         |
| 4.  | 3 ottobre 2021    | Egypt ITF World Tennis Tour, Il Cairo                | Terra rossa | Anastasija Zolotareva | 2-6, 6-3, 3-6    |
| 5.  | 11 dicembre 2022  | Sharm ElSheikh Egypt Women's Future, Sharm el-Sheikh | Cemento     | Katy Dunne            | 2-6, 2-6         |
| 6.  | 9 luglio 2023     | Magic Tours by FTT, Monastir                         | Cemento     | Camilla Zanolini      | 6-4, 4-6, 2-6    |
| 7.  | 22 ottobre 2023   | Egypt Sharm ElSheikh Women's Future, Sharm el-Sheikh | Cemento     | Kamilla Bartone       | 5-7, 6-2, 5-7    |
| 8.  | 30 giugno 2024    | Magic Hotel Tours by FTT, Monastir                   | Cemento     | Anastasija Gasanova   | 2-6, 4-6         |
| 9.  | 14 luglio 2024    | Magic Hotel Tours by FTT, Monastir                   | Cemento     | Arlinda Rushiti       | 4-6, 6-2, 6(2)-7 |
| 10. | 1º settembre 2024 | Magic Hotel Tours by FTT, Monastir                   | Cemento     | Ariana Geerlings      | 4-6, 1-6         |
| 11. | 8 giugno 2025     | Magic Hotel Tours by FTT, Monastir                   | Cemento     | Patricija Paukštytė   | 0-6, 7-5, 3-6    |

### Doppio

#### Vittorie (4)
| Torneo $100.000 (0) |
| Torneo $80.000 (0)  |
| Torneo $60.000 (0)  |
| Torneo $40.000 (0)  |
| Torneo $25.000 (0)  |
| Torneo $15.000 (4)  |

| N. | Data              | Torneo                                      | Superficie  | Compagna              | Avversarie in finale           | Punteggio        |
| 1. | 12 maggio 2018    | Al-Solaimaneyah Women's Future, Il Cairo    | Terra rossa | Maria Patrascu        | Ola Abou Zekry Sandra Samir    | 4-6, 6-3, [11-9] |
| 2. | 28 settembre 2019 | Cairo Egypt ITF World Tennis Tour, Il Cairo | Terra rossa | Anastasija Zolotarëva | Bojana Marinković Sandra Samir | 7–5, 2–6, [10–3] |
| 3. | 6 luglio 2024     | Magic Tours by FTT, Monastir                | Cemento     | Aglaja Fedorova       | Alexandra Iordache Liisa Varul | 6-3, 3-6, [10-5] |
| 4. | 5 luglio 2025     | Magic Hotel Tours by FTT, Monastir          | Cemento     | Merna Refaat          | Patricija Paukštytė Elyse Tse  | 6-4, 3-6, [10-7] |

#### Sconfitte (8)
| Torneo $100.000 (0) |
| Torneo $80.000 (0)  |
| Torneo $60.000 (0)  |
| Torneo $40.000 (0)  |
| Torneo $25.000 (1)  |
| Torneo $15.000 (7)  |

| N. | Data              | Torneo                             | Superficie  | Compagna                  | Avversarie in finale                     | Punteggio        |
| 1. | 22 settembre 2018 | Egypt Women's Future, Il Cairo     | Terra rossa | Farah Yasser Abd El Wahab | Joelle Kissell Charlotte Roemer          | 6(3)-7, 2-6      |
| 2. | 9 novembre 2019   | Magic Tours, Monastir              | Cemento     | Célestine Avomo Ella      | Angelica Raggi Carla Touly               | 6–3, 4–6, [7–10] |
| 3. | 16 novembre 2019  | Magic Tours, Monastir              | Cemento     | Célestine Avomo Ella      | Nadia Echeverría Alam Justina Mikulskytė | 6(6)–7, 6(2)–7   |
| 4. | 27 maggio 2023    | Magic Tours, Monastir              | Cemento     | Sharmada Balu             | Lauryn John-Baptiste Yasmine Mansouri    | 3-6, 1-6         |
| 5. | 22 giugno 2024    | Magic Tours by FTT, Monastir       | Cemento     | Merna Refaat              | Julia Adams Leena Bennetto               | 6-4, 5-7, [4-10] |
| 6. | 13 luglio 2024    | Magic Hotel Tours by FTT, Monastir | Cemento     | Arlinda Rushiti           | Nanari Katsumi Haine Ogata               | 3-6, 6-1, [6-10] |
| 7. | 17 maggio 2025    | Magic Hotel Tours by FTT, Monastir | Cemento     | Kateryna Lazarenko        | Annika Penickova Kristina Penickova      | 5-7, 2-6         |
| 8. | 7 giugno 2025     | Magic Hotel Tours by FTT, Monastir | Cemento     | Anja Wildgruber           | Astrid Cirotte Patricija Paukštytė       | 4-6, 1-6         |